# Броненосцы типа «Дункан»
Броненосцы типа «Дункан» (англ. Duncan class battleships) — серия британских эскадренных броненосцев 1900-х годов. Корабли этого типа явились ответом на французские и российские кораблестроительные программы, и прежде всего — на закладку быстроходных российских броненосцев типа «Пересвет». В связи с этим броненосцы типа «Дункан» отличались ослабленной броневой защитой для достижения большей скорости, хотя и с сохранением полного вооружения, в отличие от большинства типов «быстроходных» броненосцев. Всего в 1899—1904 годах было построено шесть броненосцев типа «Дункан».
Один из кораблей серии, «Монтегью» менее чем через три года службы, в 1906 году, следуя в тумане, сел на мель у острова Ланди, и после безуспешных попыток снятия был разобран на слом на месте аварии. Ранние годы броненосцы типа «Дункан» провели последовательно в составе Средиземноморского флота, Флота метрополии и Флота Канала. В годы Первой мировой войны корабли вначале вошли в состав Гранд-Флита, но вскоре были возвращены во Флот Канала. Помимо этого, броненосцы типа «Данкан» в Первую мировую войну действовали в составе Северного патруля и на Средиземном море, где два из кораблей были потоплены германскими силами. В 1917 году оставшиеся корабли серии были возвращены в Великобританию и выведены в резерв, а с окончанием войны, как и другие устаревшие броненосцы, были сняты с вооружения и пущены на слом в 1919—1920 годах.

## Конструкция

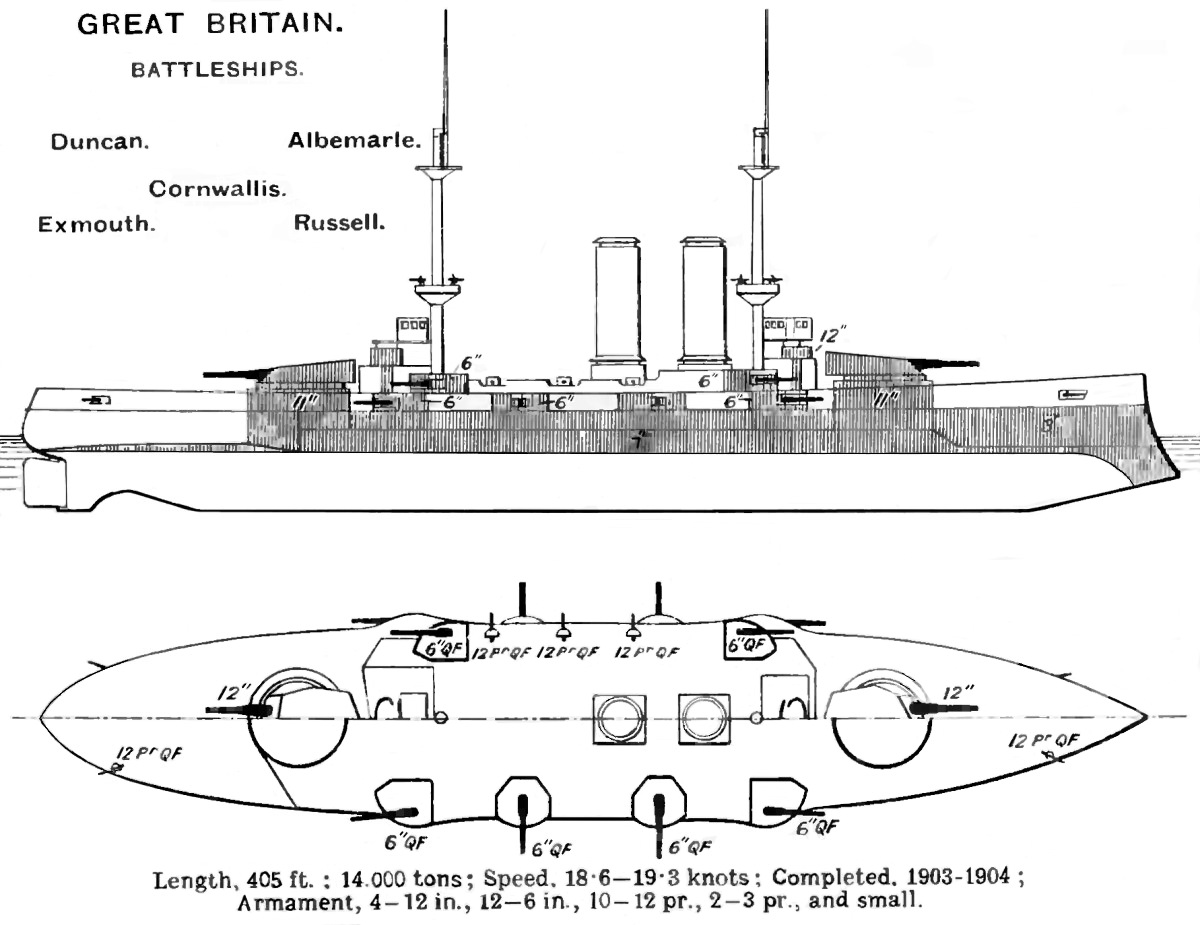
Схема броненосца «Дункан» (по состоянию на 1915 год)

Корпус с заметной седловатостью, с верхней палубой плавно понижавшейся от носа к корме. На корпус по проекту отводилось 5400 тон — на 250 тонн меньше чем на «Формидебле». Корпуса получились легче по сравнению с расчётными.

### Вооружение
Вооружение «Дунканов» практически повторяло предшествующий тип «Формидейбл». Его основу составляли четыре 305-миллиметровые 40-калиберные пушки Mark IX, лучшие орудия этого калибра, доступные на тот момент в Великобритании. Они стреляли 386-кг снарядом на дистанцию до 15 600 метров с дульной скоростью (у среза ствола орудия) до 766 метров в секунду. Скорострельность орудий составляла порядка 1,5 выстрела в минуту.
Вспомогательное вооружение состояло из двенадцати 152-мм скорострельных пушек, предназначенных для поражения фугасными снарядами небронированых частей кораблей противника. На каждый борт стреляло по шесть орудий: четыре из них стояли в казематах на главной палубе, а ещё два — уровнем выше в надстройке. Концевые орудия могли вести огонь в сторону оконечностей, так как выступали за край борта на спонсонах.
Противоминное вооружение состояло из десяти 12-фунтовых скорострельных орудий на надстройке. Дополнительно, на марсах мачт были смонтированы ещё шесть 3-фунтовых орудий и два пулемета, но их реальная боевая ценность уже стремилась к нулю в связи с ростом размеров и живучести миноносцев.
Броненосец так же нёс таран и четыре 457-мм подводных торпедных аппарата.

### Броневая защита
Схема бронирования почти полностью повторяла «Лондон»: основной пояс тянулся между барбетами главного калибра, сверху его прикрывал более тонкий верхний и носовая оконечность была защищена тонкой броней. Но толщина главного пояса уменьшилась до 178 миллиметров (толщина бронирования носовой части наоборот увеличилась до 76 мм). Более тонкой броней — 279 мм — защищались и барбеты главного калибра. Толщина бронирования башенных установок осталась 254 мм. Все бронирование толще 102 мм было изготовлено из цементированной крупповской брони. На «дунканах», при толщине средней палубы в 51 мм, нижняя палуба и скосы уменьшились до 25 мм (на «маджестиках» нижняя палуба имела толщину 76-102 мм).

### Силовая установка
Предназначенные в том числе и для пресечения крейсерских операций со стороны неприятельских броненосных крейсеров (например, японских типа «Идзумо») и быстроходных броненосцев (например, русских типа «Пересвет» которые, как сообщалось, были 19-узловыми), «Дунканы» имели высокую по меркам броненосцев того времени скорость в 19 узлов. Две четырёхцилиндровые машины тройного расширения приводились в действие 24 котлами Бельвиля с экономайзерами, размещенными в двух группах по восемь и двух по четыре, вырабатывающие пар с рабочим давлением 300 фунтов на квадратный дюйм (21 кгс/см², 20,4 атм.) с поверхностью нагрева 3980 м². Площадь колосниковых решёток составляла 126,5 м². Каждая машина имела по четыре цилиндра, диаметром 851, 1384, 1600 и 1600 мм, ход поршня 1219 мм. Полная мощность силовой составляла 18 000 л. с. при 120 об/ мин — примерно на 3000 л. с. выше, чем у «Формидейблов», полный запас угля составлял 2240 дл. тонн, нормальный — 900. Запаса угля хватало на 12 964 километра 10-узлового хода.
4-лопастные гребные винты были из марганцовистой бронзы.

## Представители
| Название                | Верфь                        | Закладка        | Спуск на воду   | Вступление в строй | Судьба                                                    |
| ----------------------- | ---------------------------- | --------------- | --------------- | ------------------ | --------------------------------------------------------- |
| «Дункан» Duncan         | Thames Iron Works, Blackwall | 10 июля 1899    | 21 марта 1901   | октябрь 1903       | продан на слом в 1920                                     |
| «Расселл» Russell       | Palmer, Jarrow               | 11 марта 1899   | 19 февраля 1901 | февраль 1903       | подорвался на мине у Мальты 27 апреля 1916                |
| «Корнуоллис» Cornwallis | Thames Iron Works, Blackwall | 19 июля 1899    | 13 июля 1901    | февраль 1904       | потоплен подлодкой U-32 близ Мальты 9 января 1917         |
| «Эксмут» Exmouth        | Laird, Birkenhead            | 10 августа 1899 | 31 августа 1901 | май 1903           | продан на слом в 1920                                     |
| «Монтегью» Montagu      | Devonport Dockyad            | 23 ноября 1899  | 5 марта 1901    | октябрь 1903       | сел на мель у острова Ланди 30 мая 1906, разобран на слом |
| «Элбермарл» Albermarle  | Chatham Dockyard             | 8 января 1900   | 5 марта 1901    | ноябрь 1903        | продан на слом в 1919                                     |

## Оценка проекта
Хотя 178 мм крупповской брони считались почти равными 229 мм гарвеевской, 25-мм палуба «Дункана» не была достаточным дополнением к поясу, который мог успешно противостоять только 164-мм снарядам: из всего этого следовало, что «Дунканы» не соответствовали статусу линкора 1-го класса. Поэтому современники считали, что в целом лучше было следовать схеме защиты «Маджестика», отказавшись от бронированной средней палубы усилить нижнюю, что дало бы в итоге корабли, устойчивые в сражении.
|                                 | «Формидебл»                                       | «Мэн»                                         | «Дункан»                                       | «Виттельсбах»                                   | «Микаса»                                          | «Ретвизан»                                      | «Йена»                                         |
| ------------------------------- | ------------------------------------------------- | --------------------------------------------- | ---------------------------------------------- | ----------------------------------------------- | ------------------------------------------------- | ----------------------------------------------- | ---------------------------------------------- |
| Год закладки                    | 1898                                              | 1899                                          | 1899                                           | 1899                                            | 1898                                              | 1899                                            | 1897                                           |
| Год ввода в строй               | 1901                                              | 1902                                          | 1903                                           | 1902                                            | 1902                                              | 1902                                            | 1902                                           |
| Водоизмещение нормальное, т     | 14 732                                            | 12 801                                        | 13 716                                         | 11 774                                          | 15 140                                            | 12 900                                          | 11 688                                         |
| Полное, т                       | 16 053                                            | 13 919                                        | 15 240                                         | 12 798                                          | 15 979                                            | 14 100                                          | 12 105                                         |
| Мощность ПМ, л. с.              | 15 000                                            | 16 000                                        | 18 000                                         | 14 000                                          | 16 000                                            | 16 000                                          | 16 500                                         |
| Максимальная скорость, узл      | 18                                                | 18                                            | 19                                             | 18                                              | 18                                                | 18                                              | 18                                             |
| Дальность, миль (на ходу, узл.) | 8000 (10)                                         | 6560 (10)                                     | 7000 (10)                                      | 5000 (10)                                       | 4600 (10)                                         | 8000 (10)                                       | 7000(10)                                       |
| Бронирование, мм                |                                                   |                                               |                                                |                                                 |                                                   |                                                 |                                                |
| Тип                             | КС                                                | ГС                                            | КС                                             | КС                                              | КС                                                | КС                                              | ГС                                             |
| Пояс                            | 229                                               | 279                                           | 178                                            | 225                                             | 229                                               | 229                                             | 320                                            |
| Палуба(скосы)                   | 51(76)                                            | 63                                            | 25(25)                                         | 50(75)                                          | 51(76)                                            | 51(64)                                          | 63                                             |
| Башни                           | 254                                               | 305                                           | 254                                            | 250                                             | 254                                               | 229                                             | 304                                            |
| Барбеты                         | 305                                               | 305                                           | 280                                            | 250                                             | 356                                               | 203                                             | -                                              |
| Рубка                           | 356                                               | 254                                           | 305                                            | 250                                             | 356                                               | 254                                             | 298                                            |
| Вооружение                      | 2×2×305-мм/40 12×1×152-мм/45 16×1×76,2-мм/40 4 ТА | 2×2×305/40 16×1×152-мм/50 6×1×76,2-мм/50 2 ТА | 2×2×305/40 12×1×152-мм/45 10×1×76,2-мм/40 4 ТА | 2×2×240-мм/40 18×1×150-мм/40 12×1×88-мм/30 6 ТА | 2×2×305-мм/40 14×1×152-мм/40 20×1×76,2-мм/40 4 ТА | 2×2×305-мм/40 12×1×152-мм/45 20×1×75-мм/50 6 ТА | 2×2×305-мм/40 8×1×164-мм/45 8×1×100-мм/45 4 ТА |

## Комментарии
1. ↑  Для британских и американских кораблей в источниках водоизмещение даётся в длинных тоннах, поэтому оно пересчитано в метрические тонны